# Holmes és Watson
A Holmes és Watson (eredeti cím: Holmes & Watson) 2018-ban bemutatott amerikai misztikus filmvígjáték, melyet Etan Cohen írt és rendezett. A főbb szerepeket Will Ferrell és John C. Reilly alakítja, mint Sherlock Holmes és Dr. John Watson. További fontosabb szerepekben Rebecca Hall, Rob Brydon, Steve Coogan és Ralph Fiennes látható. Ez a negyedik közös együttműködés Ferrell és Reilly között, a Taplógáz: Ricky Bobby legendája (2006), Tesó-tusa (2008) és a Ron Burgundy: A legenda folytatódik (2013) után.
A film végigköveti a híres detektívpárost, akik a Buckingham-palotát ért fenyegetés mögött keresik a tettest.
Az Amerikai Egyesült Államok mozijaiban 2018. december 25-én mutatták be. Magyarországon két nappal később december 27-én jelent meg szinkronizálva az InterCom Zrt. jóvoltából.
A film általánosságban negatív értékeléseket kapott a kritikusoktól, főként a szerintük gyenge forgatókönyvet és erőltetett poénokat kritizálták. Egyes kritikusok 2018 egyik legrosszabb filmjének nevezték. A sajtó arról számolt be, hogy a vetítések során többen kisétáltak a teremből, unalmasnak és erőltetettnek találva a filmet. A projekt világszerte összesen 41,9 millió dolláros bevételt gyűjtött, 42 milliós költségvetés mellett. A film hat jelölést kapott a 39. Arany Málna-díjátadón, ebből négyet elnyert, köztük a legrosszabb filmnek járó díjat is.

## Szereplők
| Szerep                    | Színész         | Magyar hang      |
| ------------------------- | --------------- | ---------------- |
| Sherlock Holmes           | Will Ferrell    | Kerekes József   |
| Dr. John Watson           | John C. Reilly  | Besenczi Árpád   |
| Dr. Grace Hart            | Rebecca Hall    | Németh Borbála   |
| James Moriarty professzor | Ralph Fiennes   | Kautzky Armand   |
| Lestrade felügyelő        | Rob Brydon      | Kassai Károly    |
| Mrs. Martha Hudson        | Kelly Macdonald | N/A              |
| Gustav Klinger            | Steve Coogan    | Debreczeny Csaba |
| Mycroft Holmes            | Hugh Laurie     | Máté Gábor       |
| Viktória királynő         | Pam Ferris      | Halász Aranka    |
| Mark Twain                | Nathan Osgood   | Pálfai Péter     |
| Brawn                     | Braun Strowman  | Varga Rókus      |
| Néző a bokszmeccsen       | Michael Buffer  | Vass Gábor       |
| önmaga                    | Bruce Buffer    | N/A              |
| önmaga                    | Billy Zane      | N/A              |

## A film készítése

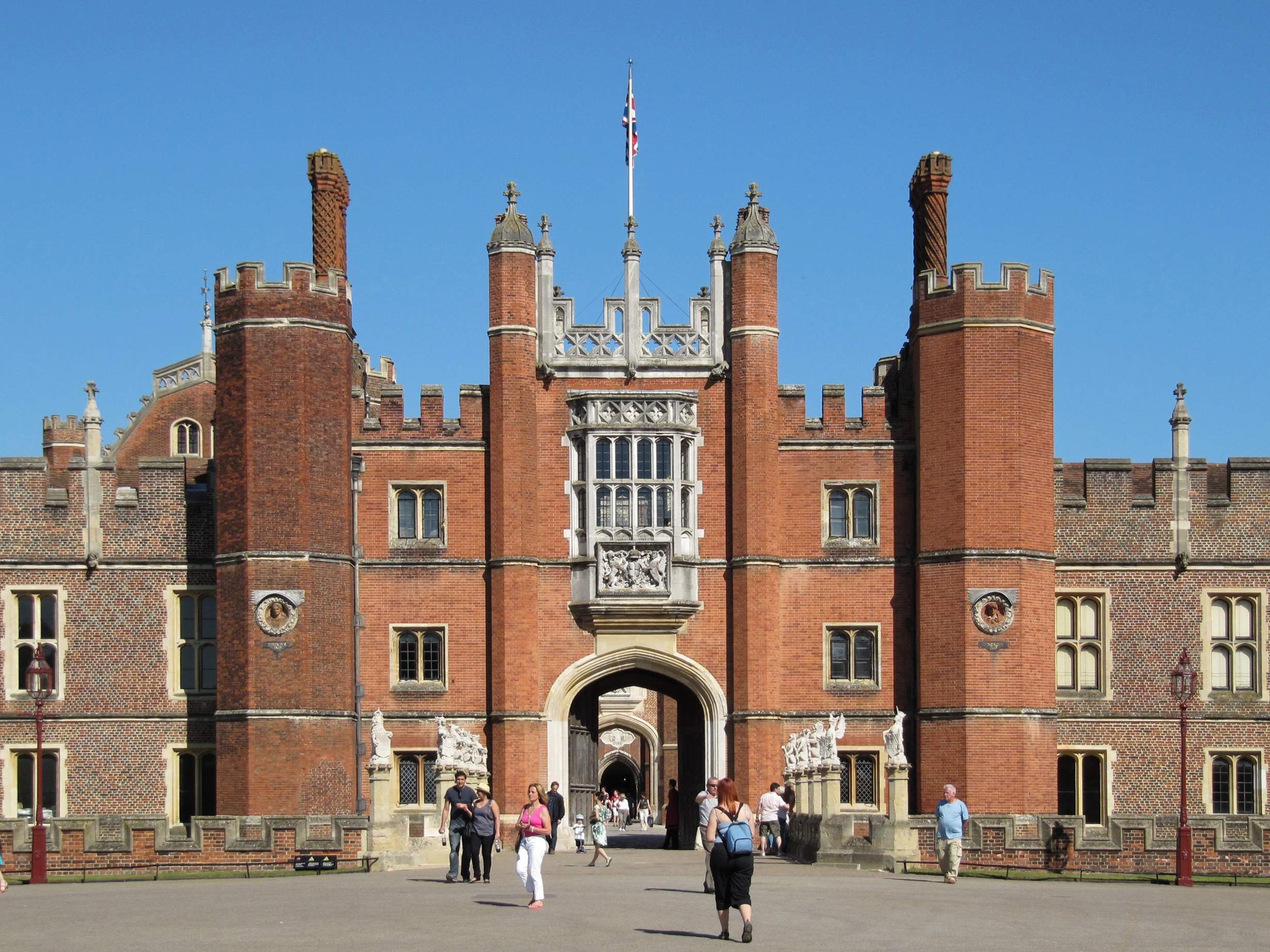
A Hampton Court-palota, ahol a film egyes részeit forgatták

2008 júliusában arról számoltak be, hogy Sacha Baron Cohen fogja alakítani Holmest, Will Ferrell pedig Dr. Watsont egy Sherlock Holmes filmvígjátékban, amelynek producere Judd Apatow, írója Etan Cohen lesz és a Columbia Pictures gyártásában készül.
Egy 2016. augusztus 17-i közlemény szerint Ferrell és John C. Reilly lett a film főszereplője. A film a Holmes és Watson címet kapta, Etan Cohen írta és rendezte, Ferrell Holmest, Reilly pedig Watsont játszhatta el. 2016. november 14-én Lauren Lapkus szerepet kapott a filmben, mint Millie, Sherlock megszállottja. 2016. november 17-én Rob Brydon, Kelly Macdonald és Rebecca Hall is csatlakoztak a film szereplőihez. 2017. január 6-án Ralph Fiennes és Hugh Laurie is a stáb tagja lett. A forgatás 2016 december elején kezdődött Londonban, a Shepperton Studiosban. 2017 februárjának elején a stáb a Hampton Court-palotában forgatott. A filmhez új dalt írt Alan Menken és szövegírója, Glenn Slater, míg az eredeti kísérőzenét Mark Mothersbaugh komponálta.

## Díjak és jelölések
| Díj             | Ünnepség dátuma   | Kategória                                                  | Részes                                                     | Eredmény |
| --------------- | ----------------- | ---------------------------------------------------------- | ---------------------------------------------------------- | -------- |
| Arany Málna díj | 2019. február 23. | legrosszabb film                                           | Will Ferrell, Adam McKay, Jimmy Miller és Clayton Townsend | Elnyerte |
| Arany Málna díj | 2019. február 23. | legrosszabb rendező                                        | Etan Cohen                                                 | Elnyerte |
| Arany Málna díj | 2019. február 23. | legrosszabb férfi főszereplő                               | Will Ferrell                                               | Jelölve  |
| Arany Málna díj | 2019. február 23. | legrosszabb filmes páros                                   | Will Ferrell és John C. Reilly                             | Jelölve  |
| Arany Málna díj | 2019. február 23. | legrosszabb férfi mellékszereplő                           | John C. Reilly                                             | Elnyerte |
| Arany Málna díj | 2019. február 23. | legrosszabb előzményfilm, remake, koppintás vagy folytatás | legrosszabb előzményfilm, remake, koppintás vagy folytatás | Elnyerte |